# Maurienne
Maurienne es una de las provincias de Saboya, perteneciente al distrito de Saint-Jean-de-Maurienne en Francia. Es también el nombre original de la capital de la provincia, la actual Saint-Jean-de-Maurienne.

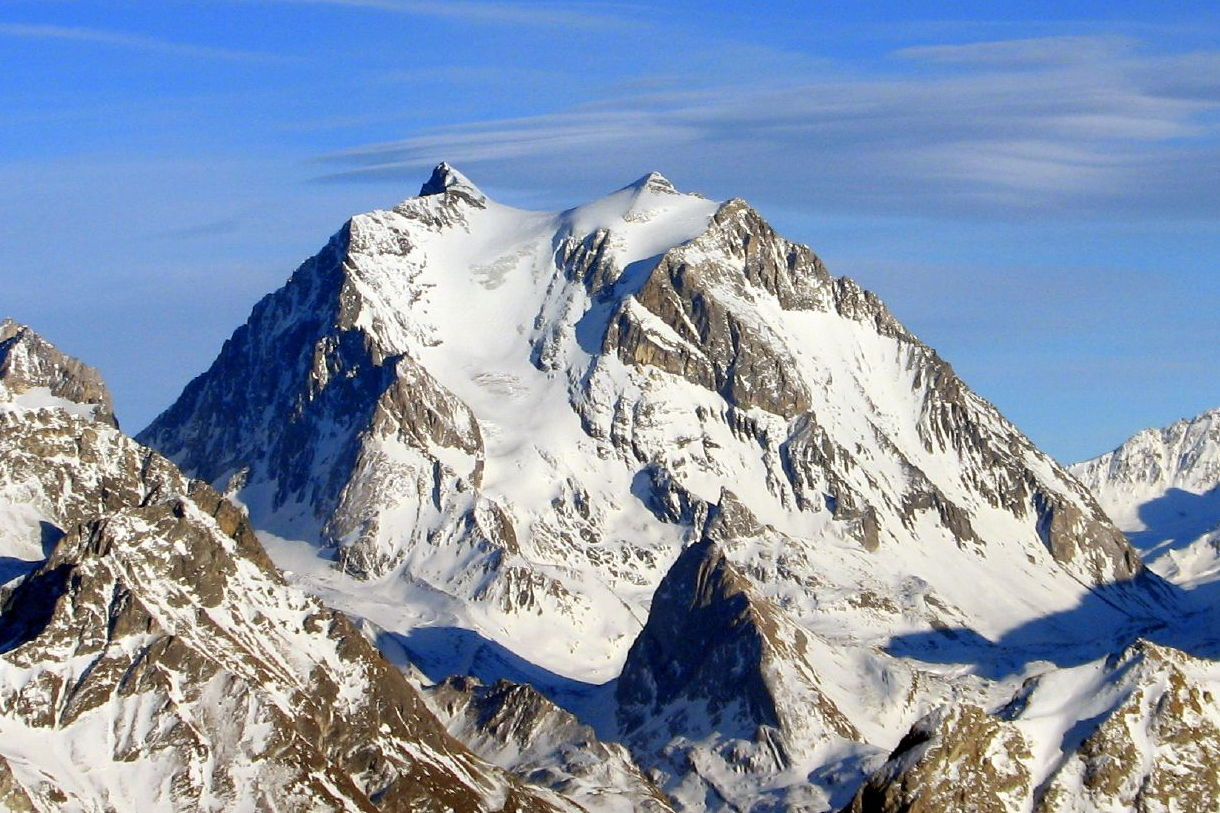
El Grande Casse es el pico principal del valle.

## Ubicación

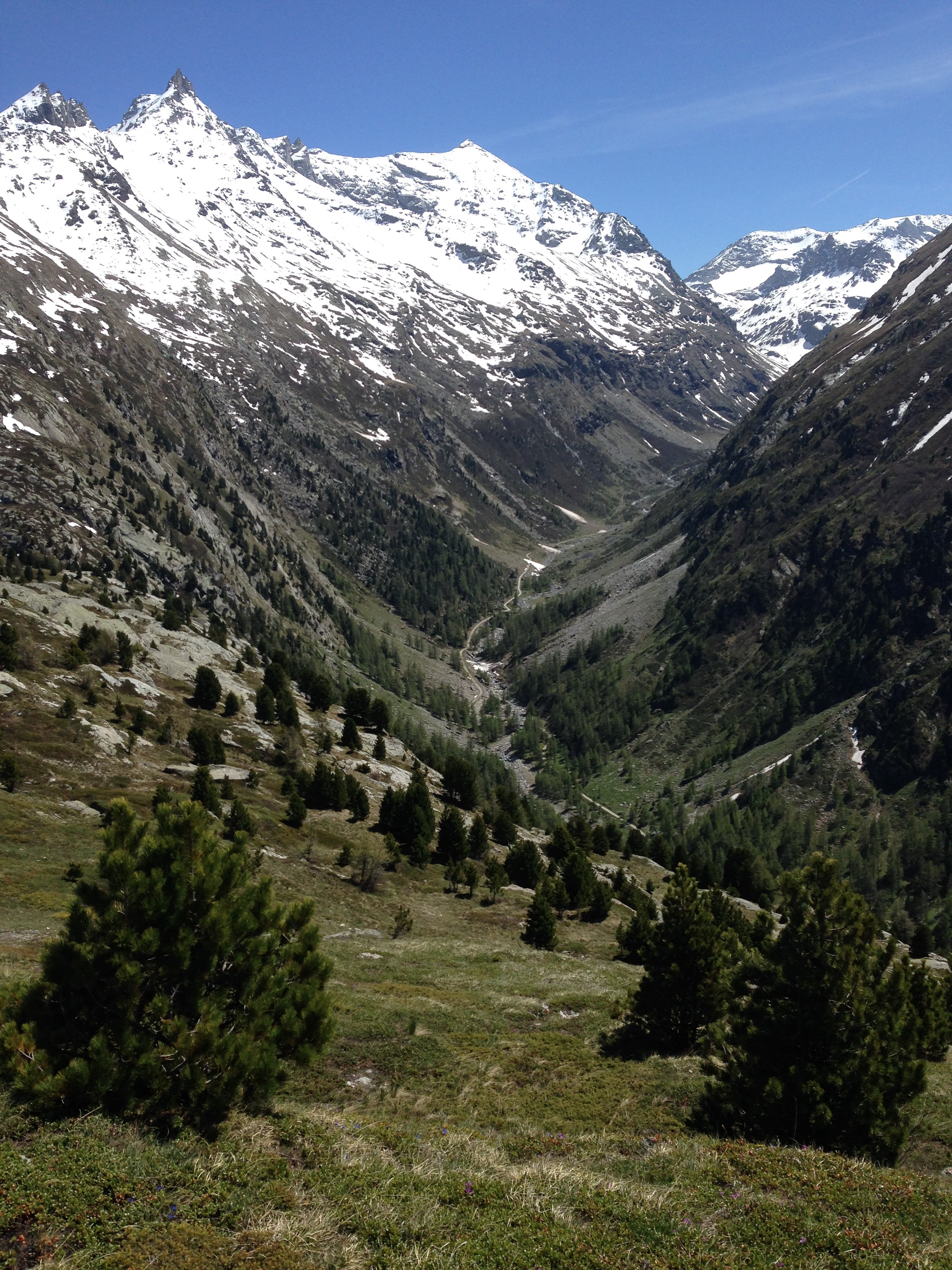
La gama cristalina de Ambin y uno de sus numerosos valles salvajes en Maurienne.

El valle de Maurienne es uno de los grandes valles transversales de los Alpes. El valle se ha formado debido a la acción del río Arc, desde la última glaciación. El valle comienza en el pueblo de Écot (en la commune de Bonneval-sur-Arc), al pie del Col de l'Iseran, y termina en la confluencia del Arc y el Isère en la commune de Aiton. Al sur se elevan los Alpes Dauphiné y los Alpes Cottian y en el lado norte está el área de los Alpes de Graian conocida como Vanoise. La capital, Saint-Jean-de-Maurienne, se encuentra en la confluencia de los ríos Arc y Arvan.

## Carreteras y ferrocarriles
Parte de la ruta principal por carretera y ferrocarril entre Lyon y Turín atraviesa el valle. La autopista A43 y una línea de ferrocarril penetran en el valle por el extremo occidental desde el valle de Isère y salen en Modane utilizando los túneles de Fréjus Road y FréjusRail, respectivamente, para emerger ya en Bardonecchia en Italia. El ferrocarril de alta velocidad Turín-Lyon también se construirá a través del valle inferior.
Los otros caminos que salen del valle usan los siguientes puertos de montaña:
- El Col de l'Iseran hacia el Valle de Tarentaise
- El Col du Mont-Cenis hacia Italia
- El Col du Télégraphe y el Col du Galibier hacia el Col du Lautaret que da acceso a su vez (en diferentes direcciones) hacia Grenoble o Briançon
- El Col de la Croix-de-Fer y el Col du Glandon hacia Grenoble
- El Col de la Madeleine hacia la Tarentaise
- El Col du Grand Cucheron hacia el valle del Isère

Otros puertos como el Col d'Etache, Col du Carro y el Col de Vallée Etroite solo son transitables a pie.

## Distritos
La provincia está formada por los siguientes cantones :
- cantón de Aiguebelle
- cantón de La Chambre
- cantón de Lanslebourg-Mont-Cenis
- cantón de Modane
- cantón de Saint-Jean-de-Maurienne
- cantón de Saint-Michel-de-Maurienne

## Economía

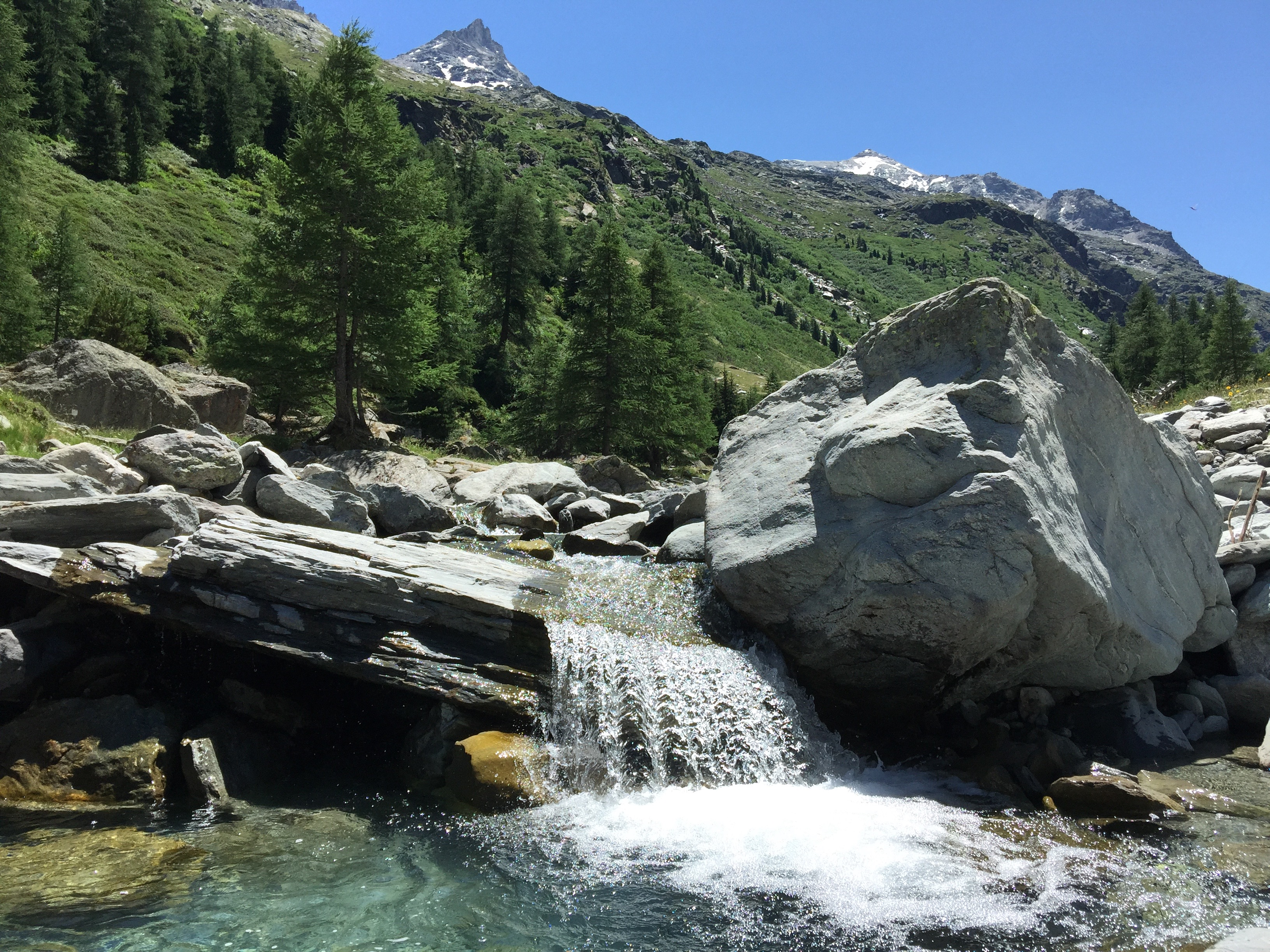
La naturaleza bien conservada, gracias al parque nacional, atrae a muchos turistas que buscan una verdadera naturaleza alpina y una fauna aún preservada.

La abundancia de energía hidroeléctrica (hay veinticuatro centrales hidroeléctricas en el valle) favoreció la implantación de industrias pesadas como plantas electroquímicas y alumineras, pero ahora la economía ha virado hacia las atracciones turísticas, especialmente los deportes de invierno. Numerosas estaciones de esquí bordean el valle, desde pequeños pueblos como Albiez-Montrond hasta estaciones especialmente construidas, que datan de la década de 1970 como Le Corbier y Les Karellis.
El parque nacional de Vanoise y sus alrededores protegidos son una importante atracción turística. La cabra montés alpina, lobos grises, linces, águilas reales o buitres se encuentran entre las muchas especies raras que viven en los numerosos valles de Maurienne.

## Historia
La región estuvo habitada ya en el Paleolítico. En 1032, Humberto I de Saboya recibió la Maurienne, su tierra natal, de manos de Conrado II el Saliano a quien había ayudado en sus campañas italianas contra Ariberto, arzobispo de Milán. La Casa de Saboya mantuvo su independencia, primero como condes y luego duques hasta que Saboya se vinculó con el Reino de Cerdeña, que incluía Piamonte en el noroeste de Italia. En Maurienne hay una serie de cinco fuertes, conocidos como la Barrière de l'Esseillon, que fueron construidos por los sardos a principios del siglo XIX para proteger al Piamonte de una invasión francesa. La Maurienne no se incorporó a Francia hasta 1860, como parte del acuerdo político con Napoleón III que provocó la unificación de Italia. A pesar de esto, los valles de Maurienne y Tarantaise están clasificados como ciudades francesas y tierras de arte e historia.

## La Basse-Maurienne
La parte baja del valle es industrial, y sus tres poblaciones significativas son:
- Saint-Jean-de-Maurienne
- Saint-Michel-de-Maurienne
- Aiguebelle

## La Haute-Maurienne

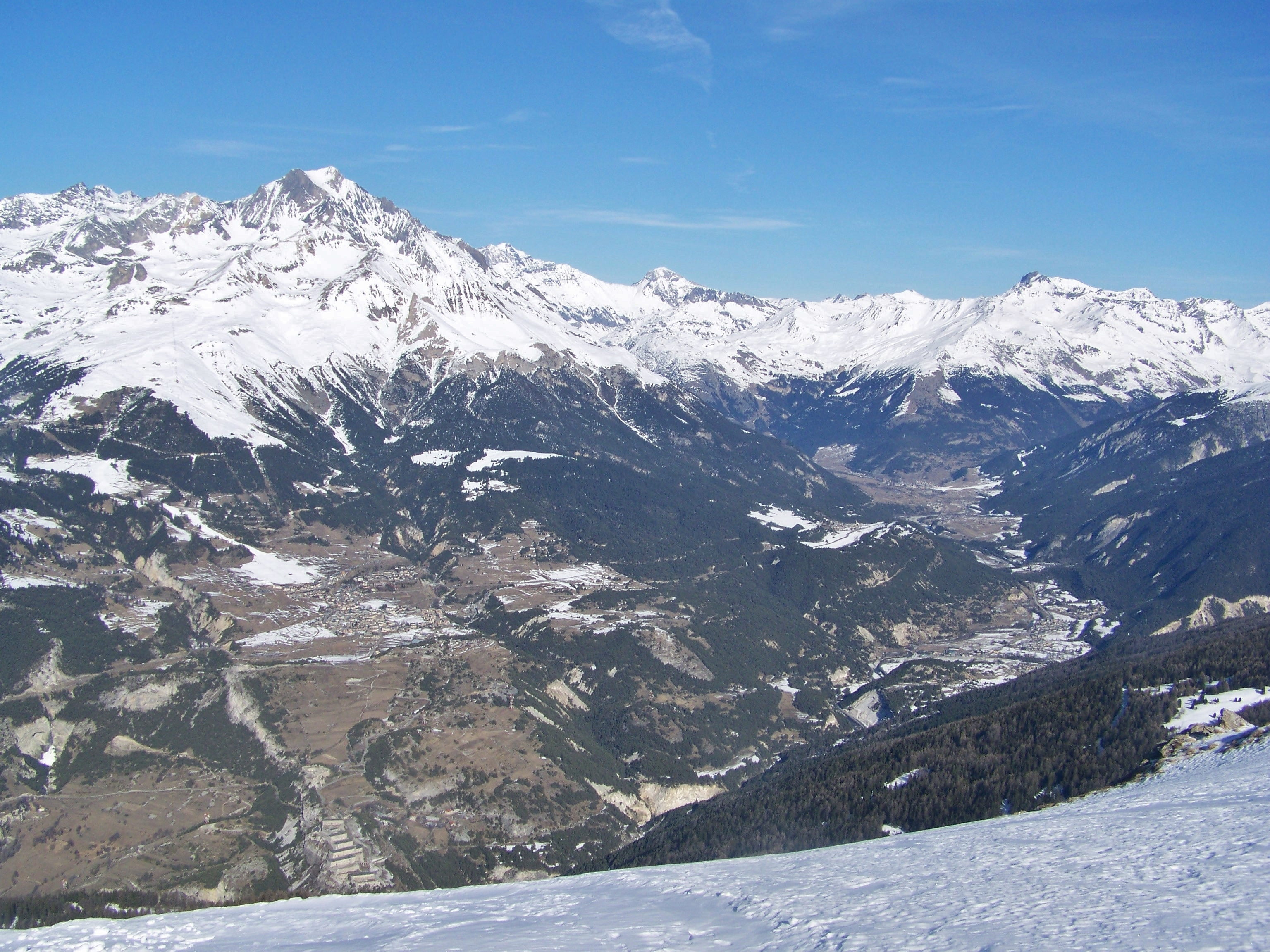
El valle de Maurienne es uno de los valles intraalpinos más largos de los Alpes

La parte superior del valle del Arc se conoce como Haute-Maurienne. Se extiende a lo largo de la frontera italiana a unos 45 km de Mont Cenis. La ciudad principal es Modane, una antigua ciudad fronteriza, en la desembocadura del túnel de carretera de Fréjus y dominada por la localidad de Val Fréjus. Los otros pueblos, que se elevan desde el valle, son:
- le Bourget
- Avrieux
- Villarodin
- Aussois (estación de esquí)
- Bramans (ciudad auténtica)
- Sollières-Sardières (tiene una pequeña pista de aterrizaje útil)
- Termignon
- Lanslebourg-Mont-Cenis, Lanslevillard (los dos pueblos forman el complejo Val Cenis)
- Bessans (zona popular para el esquí de fondo y estadio internacional de biatlón, único en Francia)
- Bonneval-sur-Arc (zona de esquí alpino)

Haute Maurienne enteramente cubierta por el parque nacional de Vanoise y su periferia protegida.

En esta zona viven unos 5.000 habitantes de forma permanente, pero la población llega a 15.000 en invierno.
Gran parte de Haute-Maurienne pertenece al parque nacional de Vanoise, primer parque nacional de Francia creado en 1973. Limita con el parque nacional del Gran Paradiso de Italia. Los dos parques son territorios importantes para cabras montesas, rebecos y águilas reales; el quebrantahuesos fue reintroducido recientemente y parece que los lobos han llegado a la región en los últimos años.

## Esquí y snowboard
El valle de Maurienne alberga alrededor de 20 estaciones de esquí. También se puede acceder a Los Tres Valles a través del teleférico Orelle.

### Alpino / Descenso
En orden aproximado subiendo por el valle:
- Saint-François-Longchamp (conectado con Valmorel)
- Les Sybelles comprende Le Corbier, La Toussuire, Saint-Jean-d'Arves, Saint-Sorlin-d'Arves, Les Bottières, Saint-Colomban-des-Villards
- Albiez-Montrond
- Les Karellis
- Valloire y Valmeinier
- Orelle, donde la telecabina da acceso a la estación de esquí de Plan Bouchet y, por tanto, a Val Thorens y los "Tres Valles"
- Valfréjus
- La Norma
- Aussois
- Bramans
- Termignon
- Val Cenis
- Bonneval-sur-Arc

### Travesía
- Bessans
- Sollières-Sardières